# 丁炳權
丁炳權（1898年—1940年），字御伯，湖北省雲夢縣人，中華民國中將。他為中日戰爭期間陣亡的中國軍方高級將領之一。

## 生平
1924年考入黃埔軍校第一期。畢業後，參加東征討伐陳炯明戰投和北伐戰爭，曾任國民革命軍陸軍排長、連長、營長、湖北省保安處長等。中日戰爭期間，1937年七七事變後，因戰功升任為國民革命軍陸軍第197師師長，官拜中將。負責守備長沙和粵漢線衡（陽）岳（陽）段；1938年10月，武漢失守後，奉命開赴鄂南，兼任國軍鄂南遊擊區指揮官。指揮所部在湖北附新、大冶、鄂城、通山、咸寧及江西瑞昌、武寧等地與日軍作戰百餘次，屢建戰功。1939年5月，在指揮反 「掃蕩」戰鬥中，中暑患病。1940年1月爆發阜寧戰役。1月25日，他中暑而陣亡於該役的江西武寧龍裡戰場。

## 外部連結
抗日英烈紀念館